# Monuments et vestiges d'Al-Andalus
Nombre de bâtiments et ruines, produits ou influencés par l'occident musulman du début de la conquête de l'Hispanie par les musulmans (VIIIe siècle) à l'assimilation des Morisques (fin de la Renaissance), sont encore visibles ou employés de nos jours. Ces monuments sont susceptibles d'être situés géographiquement dans :
- la péninsule Ibérique (Espagne, Portugal, Gibraltar, les îles Baléares et l'Andorre)[3],
- le Maghreb (Maroc, Algérie, Tunisie, Mauritanie, les îles Canaries et la Tripolitaine),
- le sud de l'Italie (Campanie, Calabre, Sicile et Sardaigne),
- le sud de la France (Aquitaine, Septimanie et Provence).

## Dynastiques

### Omeyyades
Fondée en occident par Abd al-Rahman Ier venu d'orient, l’essor de la dynastie des Omeyyades de Cordoue influença toute l'Europe dans des domaines aussi bien scientifiques, qu'artistiques, sociétales ou militaire. En particulier les règnes des Califes Abd al-Rahman III et Al-Hakam II qui constituent probablement l'époque la plus faste de l'histoire d'Al-Adandalus.
- Mosquée de Cordoue (Espagne)
- Madinat al-Zahra dans la banlieue de Cordoue (Espagne)

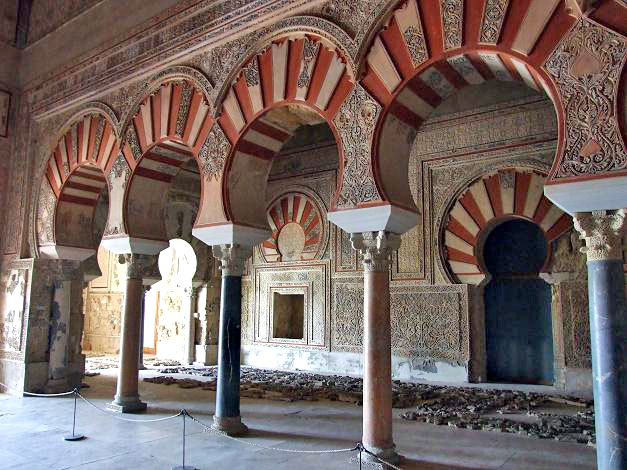
Le Salón rico de Madinat al-Zahra

- Clocher (anciennement minaret) de l'église de San Juan de los Caballeros à Cordoue (Espagne)
- Chateau fort de Banos de la Encina (Espagne)
- Chateau d'El Vacar (Espagne)
- Parties anciennes du château de Guzman El Bueno à Tarifa (Espagne)
- Partie ancienne de la Mosquée Bab al-Mardum à Tolède (Espagne)
- Porte d'Alcantara à Tolède (Espagne)
- Alcazar de Séville (Espagne)
- Bains de Jaen (Espagne)
- Alcazaba d'Almería (Espagne)
- Château de Baños de la Encina dans la province de Jaen (Espagne)
- Château de Gormaz dans la province de Soria (Espagne)
- Mosquée d'Almonaster la Real province de Huelva (Espagne)
- Minaret de San José à Grenade (Espagne)
- Ruines de la mosquée d'Antequera province de Malaga (Espagne) [5]

Voir aussi l'article dédié : Art des Omeyyades de Cordoue

### Aghlabides
- Forteresse de Mazzallaccar à Sciacca (Italie)
- Grande mosquée de Kairouan (Tunisie)

### Almoravides
- Qoubba Almoravide de Marrakech (Maroc)
- Grande Mosquée de Tlemcen (Algérie)
- Grande Mosquée de Nedroma (Algérie)
- Grande Mosquée d'Alger (Algérie)

### Almohades

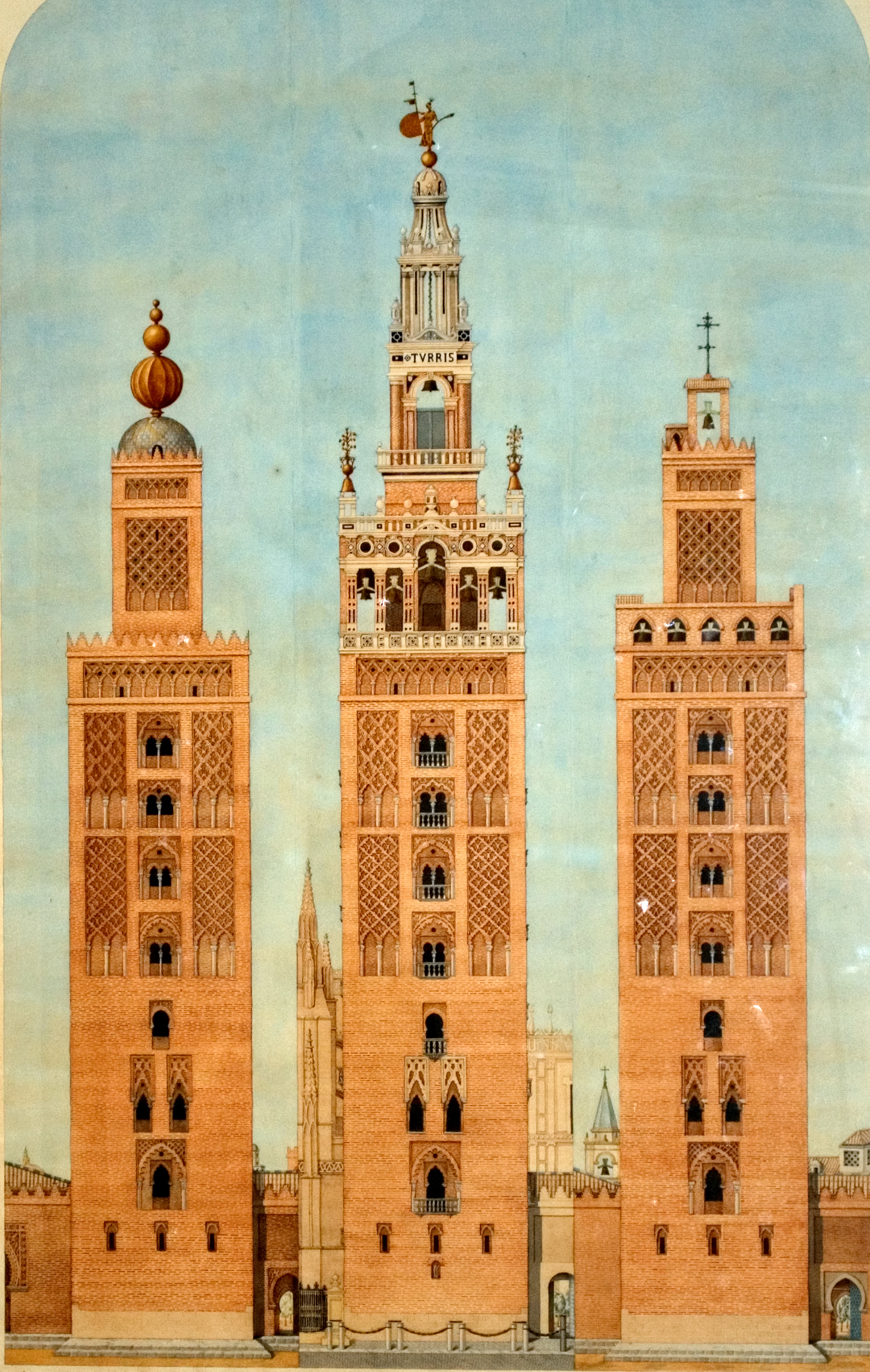
Les trois états de la Giralda de Séville

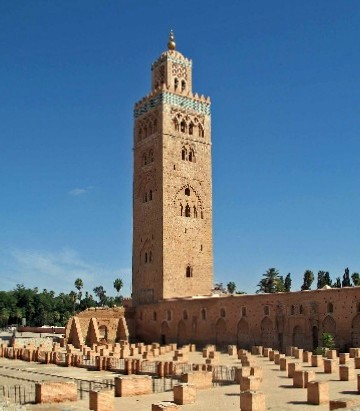
Koutoubia de Marrakech

- Alcazar de Jerez de la frontera (Espagne)
- Remparts de Séville (Espagne)
- Giralda de Séville (Espagne)
- Koutoubia de Marrakech (Maroc)
- Torre del Oro de Seville (Espagne)
- Mosquée de Tinmel (Maroc)
- Alcazaba de Badajoz (Espagne)
- Tour de la Calahorra à Cordoue (Espagne)
- Aljibe de Cáceres (Espagne)
- Remparts de Cáceres (Espagne)
- Alcazaba de Mérida (Espagne)
- Medersa de Marrakech (Maroc)

Voir aussi l'article dédié : Architecture almohade en Espagne

### Nasrides
- Palais de l'Alhambra de Grenade (Espagne)
- Alcazar de Jaen (Espagne)
- Corral del Carbón à Grenade (Espagne)
- Ruines médiévales de Benaocaz, dans la province de Cadiz (Espagne)

### Mérinides

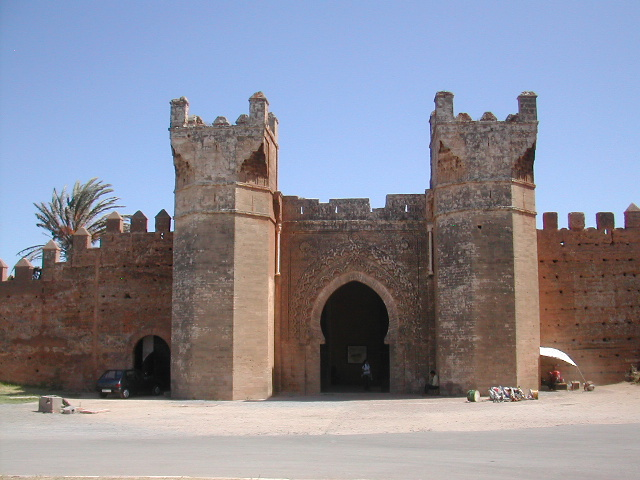
Porte de la Nécropole Mérinides du Chellah

Nomades Berbères venus de l'est du Maghreb, les Mérinides sont à l'origine du renouveau de l'art en occident musulman à partir du XIIe siècle, en créant notamment des medersas typiques de l'architecture du maghreb.
- Nécropole du Chellah (Maroc)
- Ruines de Mansourah de Tlemcen (Algérie)
- Alcazar de Gibraltar
- Forteresse en ruine de Ksar Sghir (Maroc)
- Médersa Bou Inania à Fès (Maroc)
- Medersa de Salé (Maroc)
- Medersa Bou Inania de Meknès (Maroc)
- Murailles d'Algeciras (Espagne)
- Medersa d'Oujda (Maroc)

## Non dynastiques

### Taïfales

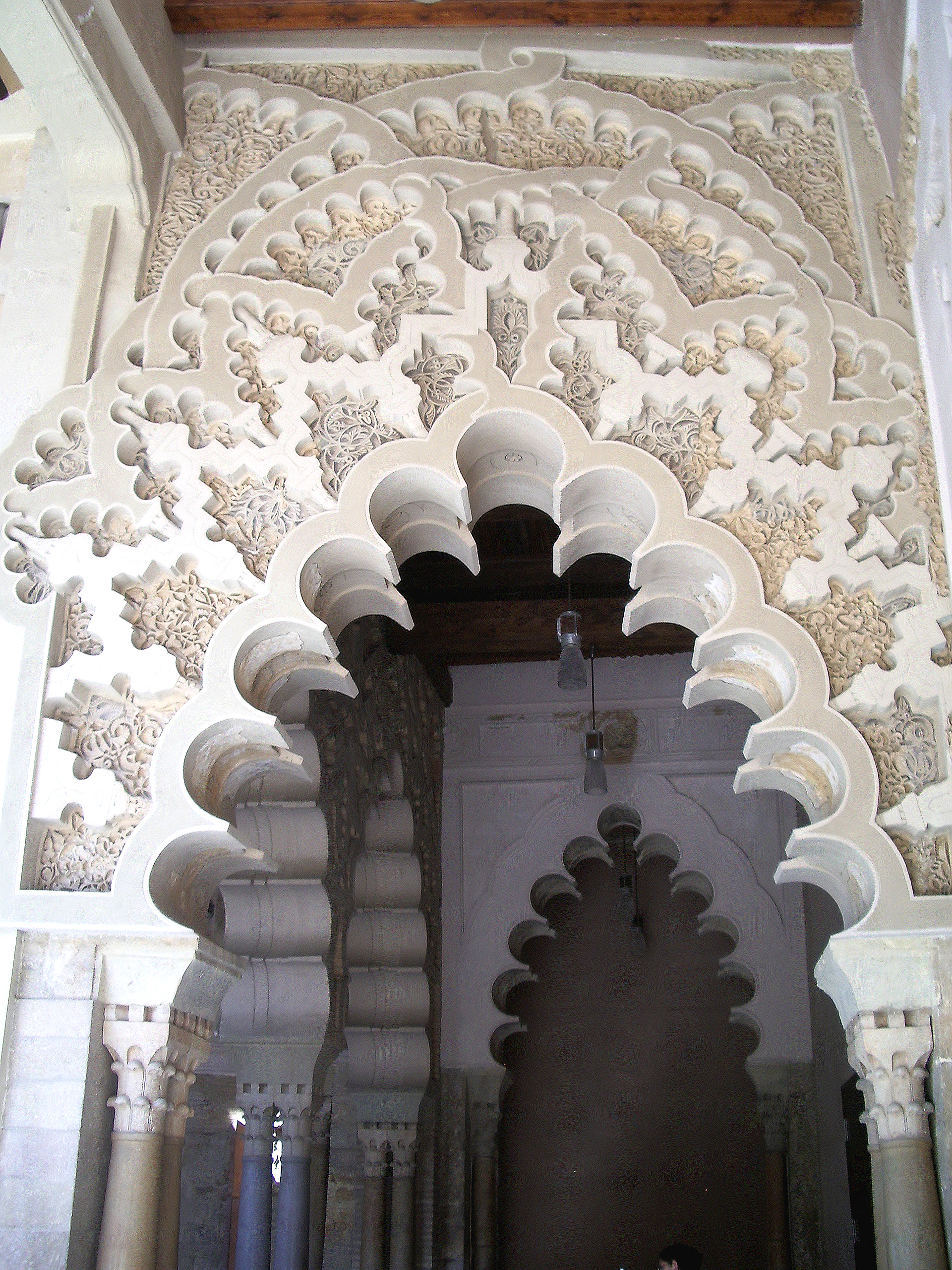
Arc d'entrée du palais taïfal de l'Aljaferia

Entre les périodes dominées par les dynasties, Al-Andalus rencontre des périodes de morcèlement des pouvoirs : les royaumes des Taïfas. Trois périodes caractérisent ce phénomène s'étalant du XIe au XIIIe. Ces puissances locales créent des États de petites tailles qui contribuèrent de façon décisive à l'identité architectural d'Al-andalus.
- Palais de l'Aljaferia de Saragosse (Espagne)
- Tour en pisé du château de Moura (Portugal)
- Muraille de Jerez de la Frontera (Espagne)
- Ruines de la forteresse d'Albarracín (Espagne)

Voir aussi l'article dédié : Architecture des royaumes de taïfa

### Mudejar

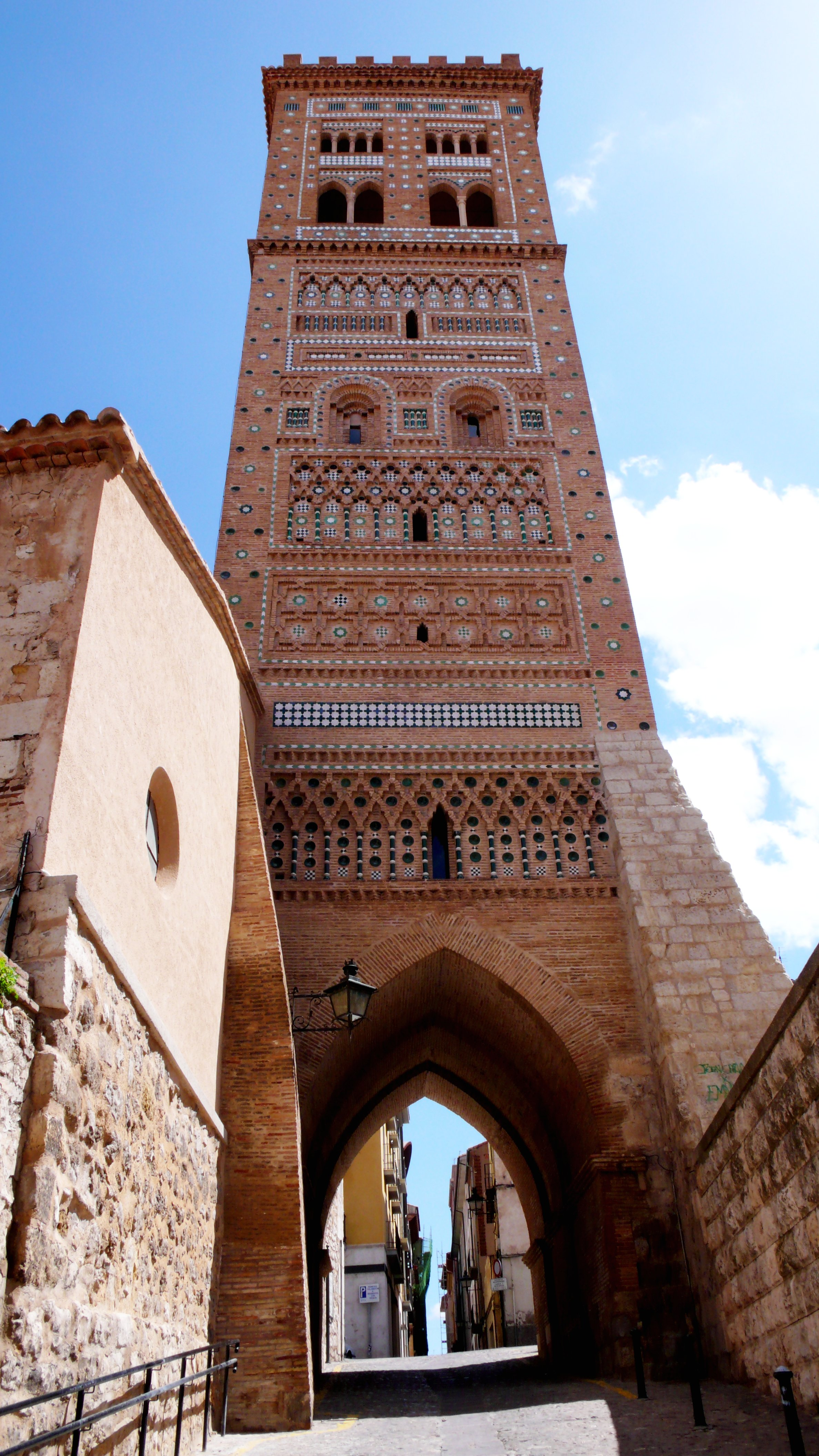
Tour Saint Martin, mudejar de Teruel

Phénomène architectural spécifique à la péninsule Ibérique apparu à la fin du XIe début du XIIe, le style Mudejar est presque unique dans l'art islamique : la rencontre entre traditions chrétiennes et islamiques (que l'on retrouve aussi dans l'art arabo-normand).
- Cathédrale Saint-Sauveur de Saragosse (Espagne)
- Cathédrale Sainte-Marie de Teruel (Espagne)
- Tour Saint-Martin de Teruel (Espagne)
- Église Sain- Martin de Tours à Morata de Jiloca (Espagne)
- Église San Andrés de Calatayud (Espagne)
- Alcazar d'Alphonse XI à Cordoue (Espagne)
- Église Église Santo Tomé de Tolède (Espagne)
- Église d'Utebo (Espagne)
- Tour de la Malmuerta à Cordoue (Espagne)

Voir aussi l'article dédié : Architecture mudéjare

### Arabo-normand
Le style Arabo-normand est apparu en Sicile à partir du XIe siècle. Il s'agit d'une réinterprétation de l'art islamique par des artistes normands dont l'apogée fut probablement à l'époque de Roger II de Sicile.  
- Palais de la Zisa à Palerme (Italie)
- Cathédrale de Monreale (Italie)

Voir aussi l'article dédié : Culture de la Sicile normande

### Mozarabe
- Porte mozarabe de Coimbra (Portugal)

## Style non-défini
- Château des Maures à Sintra (Portugal)
- Synagogue Santa María La Blanca de Tolède (Espagne)

## Galerie

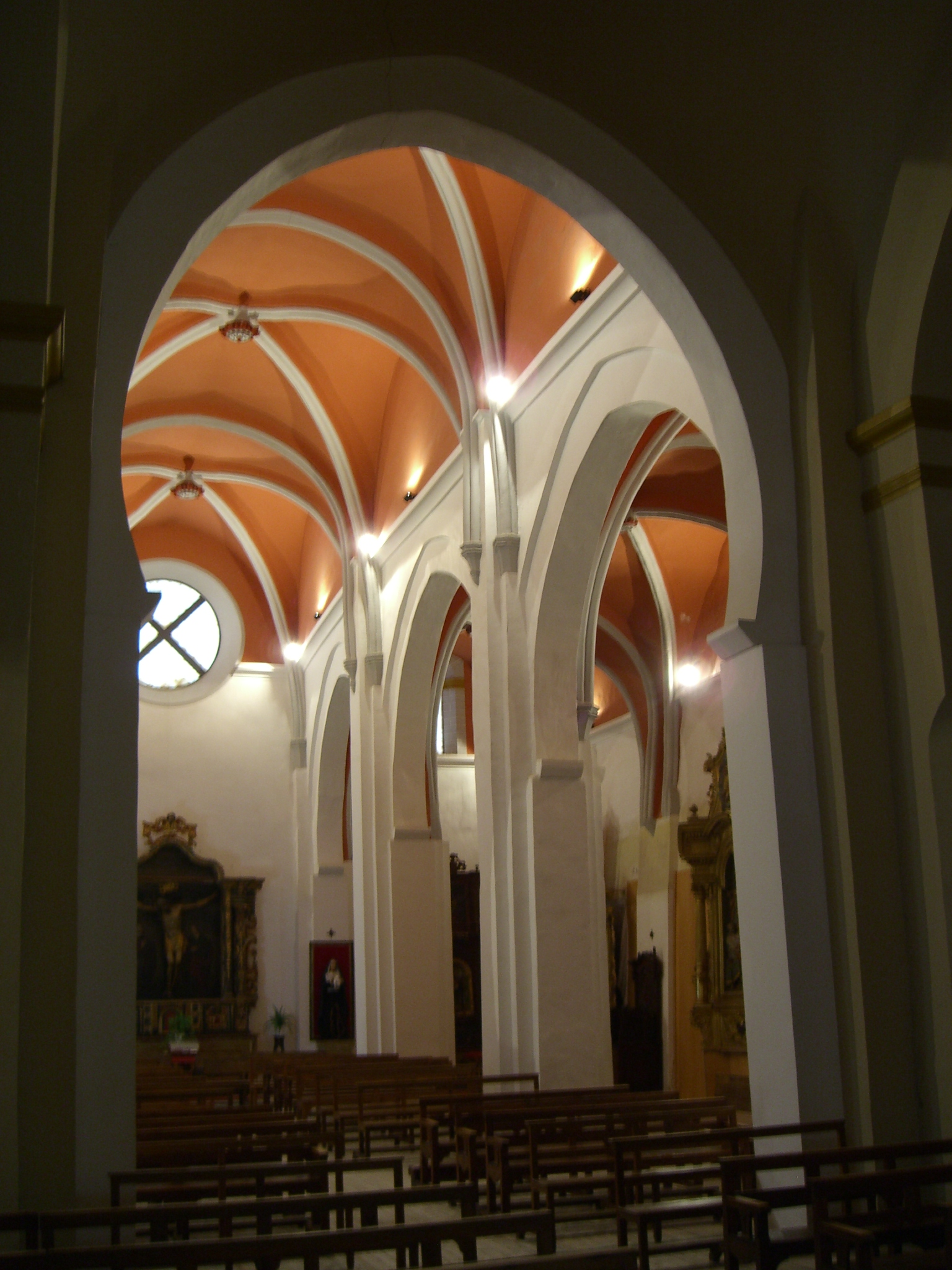
Absides de l'église mudejar San Andres de Calatayud
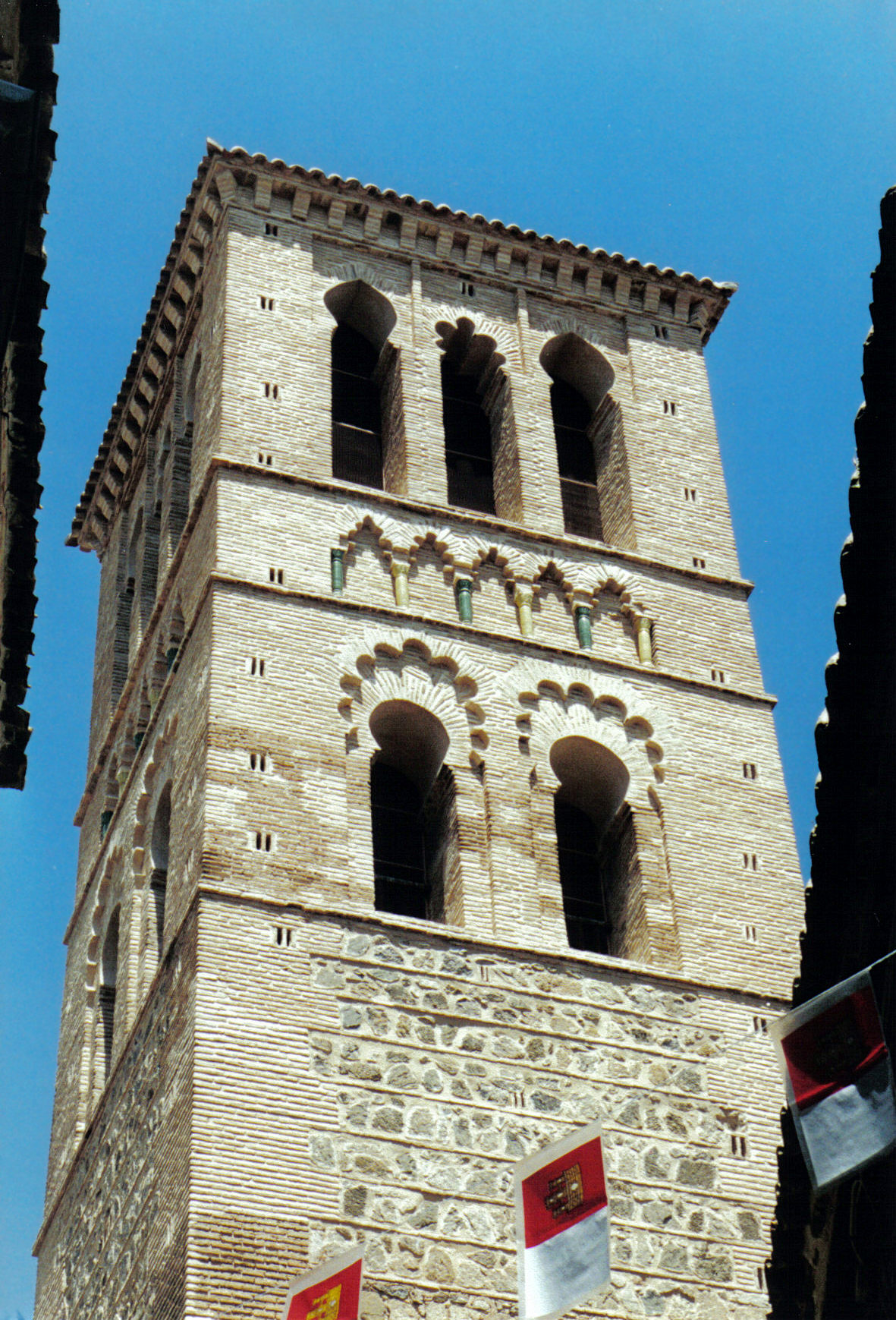
Clocher Mudejar de l'église Santo Tomé de Tolède
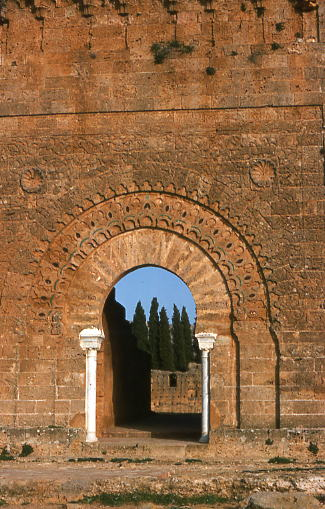
Minaret de la Mosquée de Mansourah à Tlemcen